# Albanska demokratiska partiet
Albanska demokratiska partiet (DPA) , (albanska: Partia Demokratike Shqiptare (PDS) ) är ett politiskt parti i Nordmakedonien, bildat i juni 1997 genom samgående mellan Partiet för albanernas demokratiska framgång och Folkets Demokratiska Parti. Partiledare är Arbën Xhaferi.
Efter parlamentsvalet 1998 bildade DPA regering tillsammans med det kristdemokratiska VMRO-DPMNE. De båda partierna förlorade regeringsmakten 2002 men återtog den 2006.
DPA hoppade tillfälligt av regeringen i mars 2008  , missnöjda med att regeringen ledd av VMRO-DPMNE:
- förhalat erkännandet av Kosovos självständighet
- inte blev medlem i NATO på grund av Grekland, som använde sitt veto som påtryckning i den sjutton år långa makedonska namnkonflikten.